# Erebia erebus
Erebia erebus är en fjärilsart som beskrevs av Grum-grshimailo 1889. Erebia erebus ingår i släktet Erebia och familjen praktfjärilar. Inga underarter finns listade i Catalogue of Life.